# 井関隆昌
井関 隆昌（いせき たかまさ、1886年〈明治19年〉12月28日 - 1964年〈昭和39年〉8月29日）は、日本の陸軍軍人、陸軍司政長官。最終階級は陸軍中将。勲二等功三級。ゴーストップ事件時の第4師団参謀長として知られる。

## 経歴
1886年（明治19年）に広島県で生まれた。陸軍士官学校第18期、陸軍大学校第26期（優等）卒業。フランス駐在、国際連盟陸軍代表随員などを経て、1928年（昭和3年）8月に陸軍省整備局統制課高級課員に着任。1929年（昭和4年）8月、陸軍砲兵大佐進級と同時に野戦重砲兵第3連隊長に転じ、1932年（昭和7年）2月6日に第4師団参謀長に着任。
第4師団参謀長在職時の1933年（昭和8年）6月17日にゴーストップ事件が発生したが、井関は和歌山県友ヶ島に釣りに行っており、不在であった。大阪に戻った井関は6月22日に緊急記者会見を開き、「本事件は皇軍の威信に関わる重大な問題」と声明を発表し、大阪府警察部を非難。6月26日に第4師団司令部で粟屋仙吉大阪府警察部長と会談し、以後に3回にわたり会見を行うが、交渉は決裂。難波光造大阪憲兵隊長が仲介役となり、縣忍大阪府知事と面会するなどしたがそれも頓挫し、7月17日に井関の署名入りの交渉打ち切り文書を粟屋警察部長に手交した。7月21日には大手前憲兵分隊が大阪地方裁判所検事局に告訴するに至ったが、和田良平大阪地裁検事正は軍部と府庁の対立を憂慮し、和解勧告案を出したが、第4師団司令部の反対によりこれも頓挫。白根竹介兵庫県知事が仲裁に入ったことにより、11月18日に和解が成立し、井関と粟屋警察部長の連名による共同声明書を発表。11月19日には粟屋警察部長が第4師団司令部を訪問し、井関に対し過去の発言を釈明し、その答礼として井関が大阪府庁を訪問し、粟屋警察部長と会談。その後、和田検事正を訪ね挨拶を交わしている。
1934年（昭和9年）8月1日、陸軍少将進級と同時に野戦重砲兵第2旅団長に就任した。1935年（昭和10年）8月に陸軍自動車学校長に転じ、1936年（昭和11年）3月に陸軍野戦砲兵学校長に就任。1937年（昭和12年）8月14日に砲兵監に就任し、11月1日に陸軍中将に進級した。1938年（昭和13年）6月に土肥原賢二の後任として、第14師団長に親補され日中戦争に出動。1940年（昭和15年）3月9日に待命、3月30日に予備役に編入された。1942年（昭和17年）8月29日に陸軍司政長官に任ぜられ、ビルマ・ボードウィン鉱業所所長として派遣された。
1947年（昭和22年）11月28日、公職追放仮指定を受けた。

## 栄典
勲章
- 1938年（昭和13年）8月13日 - 勲二等瑞宝章[2]
- 1940年（昭和15年）8月15日 - 紀元二千六百年祝典記念章[25]